# Jovan Djokic
Jovan Djokic (Losanna, 21 dicembre 1993) è un pallavolista svizzero, schiacciatore dello Chênois.

## Carriera

### Club
La carriera di Jovan Djokic inizia nella stagione 2008-09 quando esordisce nella Lega Nazionale A svizzera con lo Chênois e conquista due Supercoppe e lo scudetto 2011-12. Nell'annata 2012-13 passa al Losanna UC, a cui resta legato per cinque stagioni, vincendo la Supercoppa svizzera 2014 e la Coppa di Svizzera 2014-15; per il campionato 2017-18 si accasa all'Amriswil, con cui si aggiudica due Coppe nazionali e la Supercoppa svizzera 2019. Nella stagione 2020-21 fa ritorno allo Chênois, sempre nella massima divisione, aggiudicandosi il campionato.
Nell'annata 2021-22 si trasferisce in Italia per militare nella Superlega con la Powervolley Milano, ma in quella seguente ritorna nella Lega Nazionale A, nuovamente allo Chênois e vince la Coppa di Svizzera 2022-23 e la Supercoppa 2023.

### Nazionale
Nel 2017 ottiene le prime convocazioni nella nazionale svizzera.

## Palmarès

### Club
- Campionato svizzero: 2

2011-12, 2020-21
- Coppa di Svizzera: 4

2014-15, 2017-18, 2018-19, 2022-23
- Supercoppa svizzera: 5

2009, 2010, 2014, 2019, 2023